# 코라손 레벨데
《코라손 레벨데》(스페인어: Corazón rebelde)는 2009년 카날 13에서 방영인 칠레의 텔레노벨라이다.